# Top Secrets
Top Secrets es el octavo álbum de estudio en general del compositor puertorriqueño Willie Colón como solista. El último y quinto álbum que grabó después de Tiempo Pa' Matar para el sello de Fania Récords, con la colaboración su banda de acompañamiento Legal Alien. Fue publicado en 1989. 
Cuenta con el sencillo El Gran Varón, una canción que cuenta la vida de Simón que es el más grande orgullo de su padre Andrés que intento criarlo para que llevarle a un estilo de vida mejor en el extranjero, pero este perdió todo sentido al viajar a Nueva York al volverse una persona transexual, también cuenta al casi final de esta canción la muerte de Simón debido a la enfermedad que aterrizó al mundo en esos momentos como el VIH. Este álbum fue el que consagró a Willie Colón haciendo unos de los mejores y más exitosos álbumes de salsa y con el que ganó el derecho a firmar con Sony Music junto a Rubén Blades teniendo éxitos importantes en ese momento. 
Y también éxitos como asi es la vida, asia, lograron hacer que el álbum reciba el disco de platino por sus exitosas ventas, así mismo la canción "Asia" tiene los sonidos tradicional del oriente de Asia clásicos como modernos en ese tiempo logrando si bien un éxito considerable mente menor que el gran varón fue de gran ayuda para que el álbum no esté solo representado por esta última, luego abriendo el álbum está la canción "Asi es la vida" que al igual que la ya mencionada "Asia", cuenta con la participación acreditada de la banda Legal Alien la cual del mensaje típico de las canciones que componía con Rubén Blades que era "la vida es asi nada lo va a cambiar", este álbum también significo un pequeño respiro para la Fania Récords con la debacle financiera que sufría en ese momento, debido al éxito comercial de este álbum el cual sería el último de gran relevancia de esta disquera. 

## Contexto
El álbum se grabó y lanzó en 1989, bajo el sello Fania Récords.
Contiene las canciones Asia y el sencillo El gran varón, afamado tema del artista.

## Lista de Canciones
| N.º | Título                  | Compositor(es)                           | Duración |  |
| 1.  | «Así Es la Vida»        | Willie Colón                             | 6:55     |  |
| 2.  | «Primera Noche de Amor» | Pietro Carlos                            | 3:51     |  |
| 3.  | «El Gran Varón»         | Omar Alfanno                             | 6:49     |  |
| 4.  | «Cuando Fuiste Mujer»   | Héctor Garrido & Vilma Planas            | 4:53     |  |
| 5.  | «Junto a Ti»            | Eddy Marnay, Pierre Jeantet & Jose Puron | 5:57     |  |
| 6.  | «Nunca Se Acaba»        | Willie Colón                             | 4:54     |  |
| 7.  | «Asia»                  | Willie Colón                             | 5:46     |  |
| 8.  | «Marta»                 | Willie Colón                             | 6:01     |  |

### El gran varón
La canción fue lanzada a inicios de 1989, y desde el inicio generó polémica, ya que retrataba la vida de Simón, un joven que viaja al exterior y allí descubre su identidad sexual, convirtiéndose en una mujer trans, que termina muriendo en el año de 1986, en pleno auge del virus del VIH-SIDA. Su padre Andrés lo echó al olvido por ese motivo.
El compositor Omar Alfanno se inspiró en una historia real.